# トーマス・ジョーンズ (画家)
トーマス・ジョーンズ（Thomas Jones、1742年9月26日 - 1803年4月29日）はイギリス、ウェールズの画家である。画家として活発に活動したのは1780年代頃の10数年であったが、イタリアやウェールズの風景を描いた。イギリスの風景画の歴史において重要な人物は、リチャード・ウィルソン（Richard Wilson：1714-1782）やジョージ・ランバート（George Lambert:1700-1765）であるが、ジョーンズはウィルソンの弟子の一人であった。

## 略歴
ウェールズに大地主の家の次男に生まれた。ブレカン（Brecon）の学校で学んだ後、商人か聖職者にしたいという叔父の意向で、1759年からオクスフォード大学のジーザス・カレッジに入学するが、叔父の死の後、画家になるこを決意してロンドンに出た。1761年にウィリアム・シプリーの絵画学校に入学し、美術学校（St Martin's Lane Academy）でも学んだ。1763年からリチャード・ウィルソンの指導を受け始め、1765年から展覧会に出展し始め、1771年にイギリス芸術家協会（Society of Artists of Great Britain）の会員に選ばれた。
1776年9月に、師のウィルソンや多くのこの時代のイギリス画家と同じようにイタリアに旅した。はじめローマに滞在した後、ナポリにも滞在した。第4代ブリストル伯フレデリック・ハーヴェーや駐ナポリのイギリス大使、ウィリアム・ダグラス・ハミルトンがパトロンとなって、同時期のイタリアには、ジョン・ロバート・カズンズやジェイコブ・モーアといった画家や彫刻家のトーマス・バンクスらが滞在していた。
ローマで知り合ったデンマーク人の未亡人と暮らすようになり2人の娘が生まれた。1782年に父親が没し、1783年にイギリスに家族と戻った。1787年に兄が相続人のないまま没したことにより、父親の資産を継承することになり、公職にもつくことになった。イギリスに戻った後の画家としての活動は低調となり、1784年から1798年の間に王立美術院の展覧会に10点ほどの作品を出展しただけであった。

## 作品

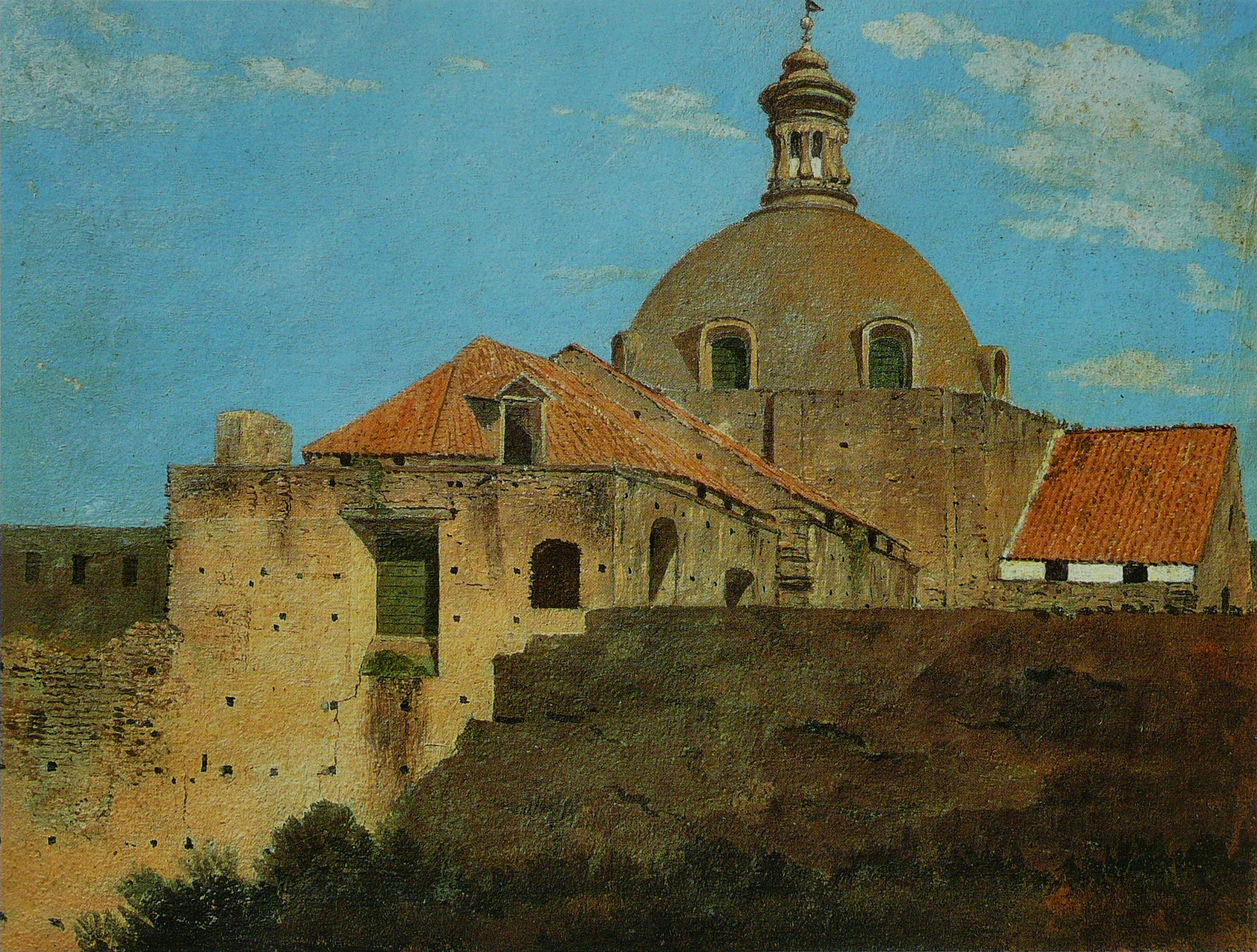
サンタ・マリア新礼拝堂（ナポリ）
吟遊詩人
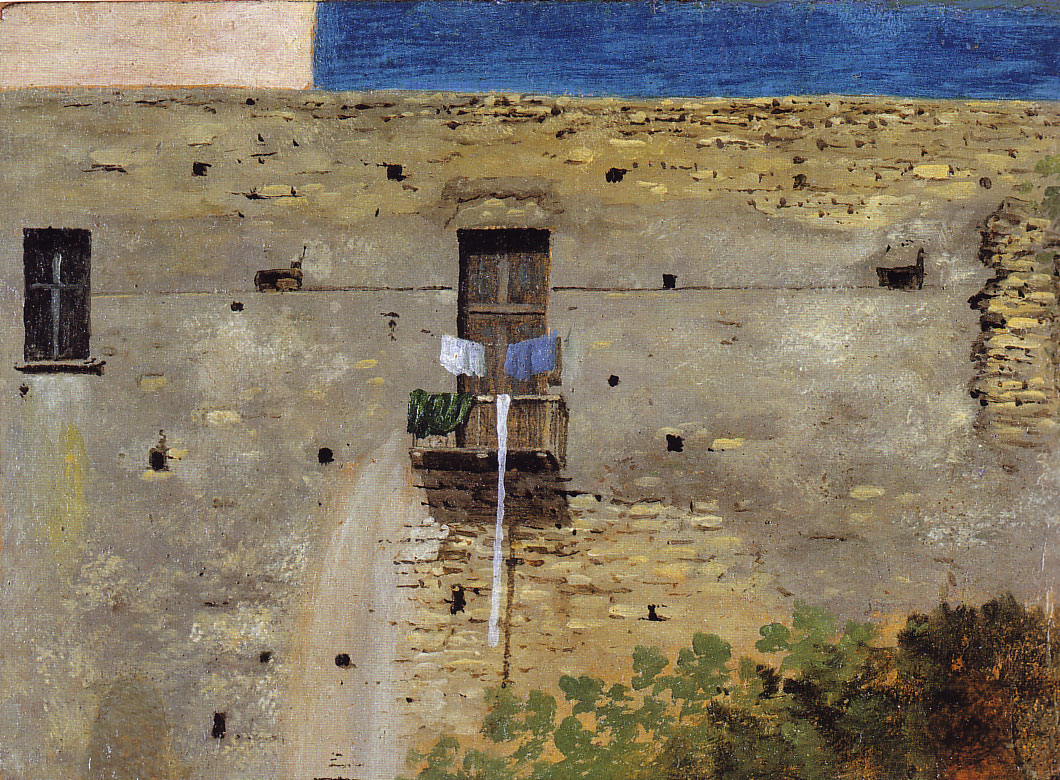
ナポリの壁
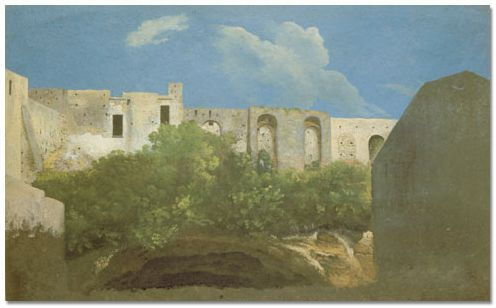
ナポリの廃屋
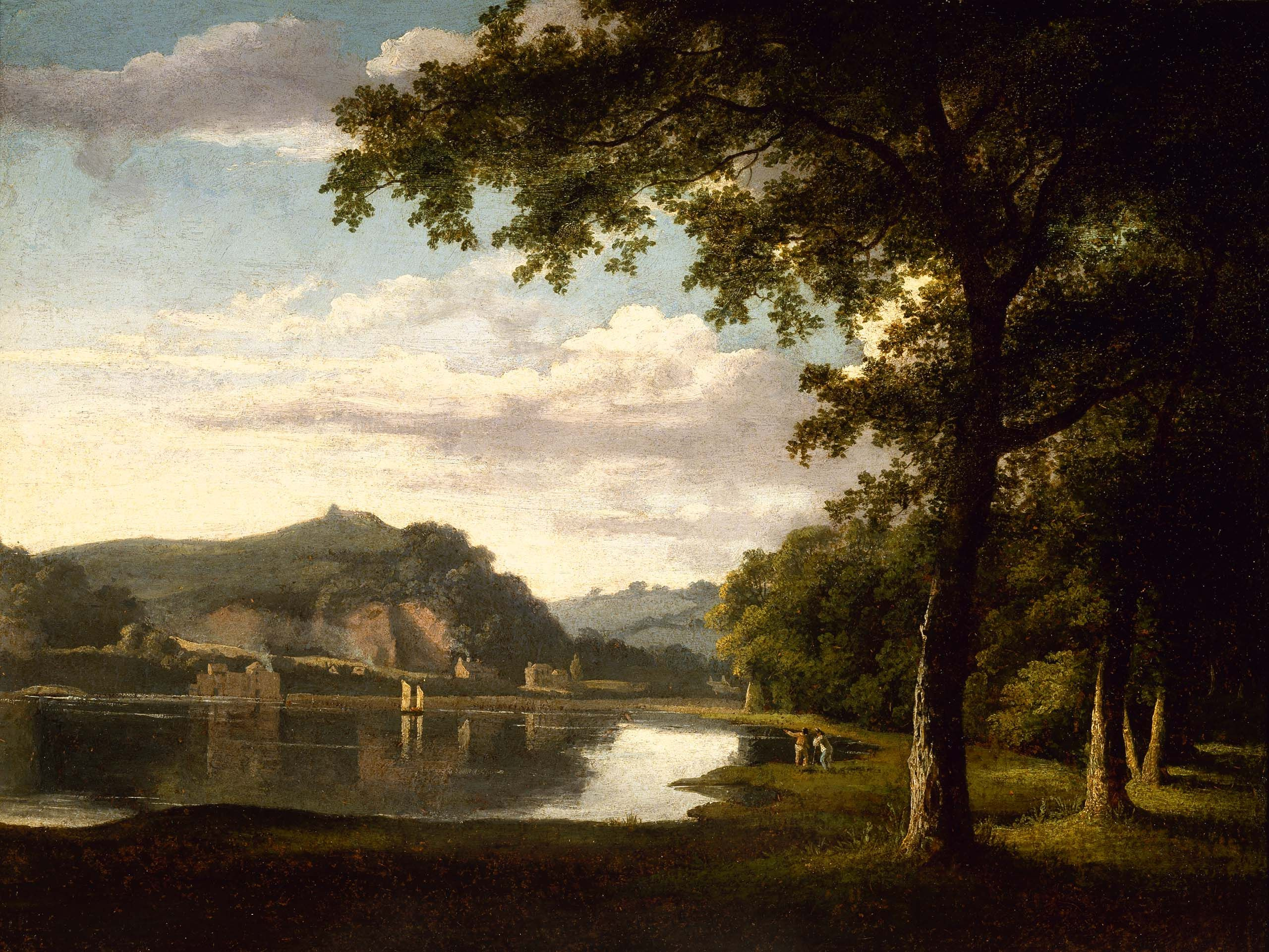
ワイ川（ウェールズ）の風景
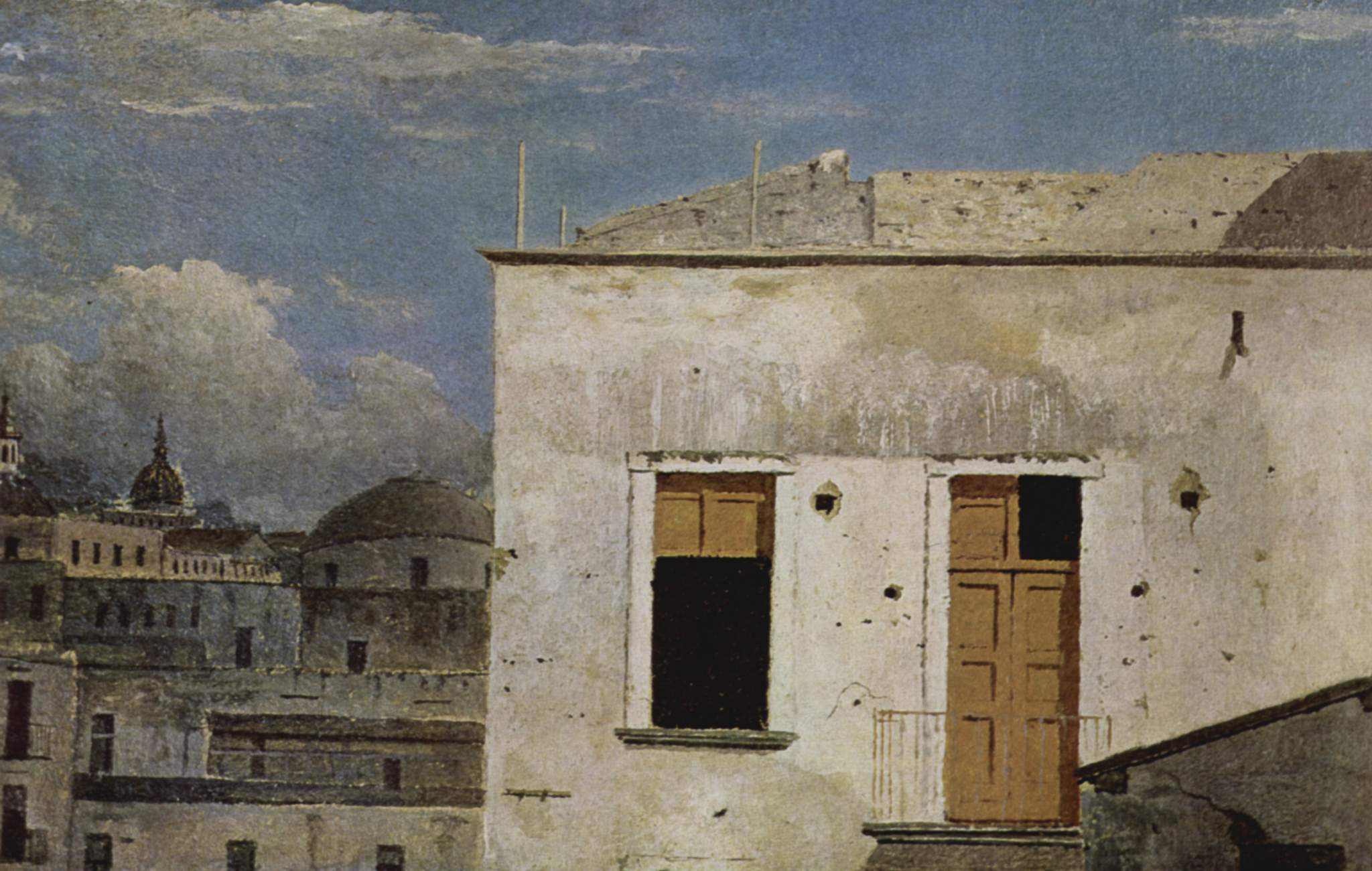
ナポリの風景